# Gare de Saint-Jodard
Gare de Saint-Jodard – przystanek kolejowy w Saint-Jodard, w departamencie Loara, w regionie Owernia-Rodan-Alpy, we Francji. 
Jest przystankiem Société nationale des chemins de fer français (SNCF), obsługiwanym przez pociągi TER Rhône-Alpes.

## Położenie
Znajduje się na km 441,747 linii Moret – Lyon, na wysokości 402 m n.p.m., pomiędzy stacjami Le Coteau i Balbigny.

## Linie kolejowe
- Moret – Lyon